# مجلس الذهب العالمي
مجلس الذهب العالمي عبارة عن منظمة عالمية متخصصة في سوق الذهب؛ حيث تهتم في هذا المجال الاقتصادي بكافة جوانبه بدايةً من تعدين الذهب انتهاءً بالاستثمار في هذا القطاع؛ وتسعى إلى تحفيز ودعم الطلب على الذهب. وكثيراً ما ينشر الأبحاث التي تدل على قوة الذهب كمحافظ للثروة - سواء بالنسبة للمستثمرين أو البلدان. كما أنه يوفر تحليلات لصناعة الذهب، ويقدم رؤى حول العوامل الدافعة للطلب على الذهب.
يتألف مجلس الذهب العالمي من الشركات الرئيسية العاملة في مجال تعدين الذهب؛ ويعود تأسيسه إلى سنة 1987، ويتخذ من لندن مقرّاً له.